# المحول المولد مسبق التدريب 3
المُحول المُولِّد مسبق التدريب 3، أو جي بي تي–3 (بالإنجليزية: GPT-3)‏ هو نموذج لغوي يستخدم التعلم المتعمق لإنتاج نص شبيه بالنص البشري من تطوير شركة أوبن أيه آي الأمريكية.